# Marie-Jeanne Riquet
Marie-Jeanne Riquet (Nijvel, 11 mei 1959) is een Belgisch politica en voormalig lid van het Brussels Hoofdstedelijk Parlement.

## Levensloop
Als licentiate in de commerciële en financiële wetenschappen, optie marketing en business management aan de hogeschool ICHEC in Brussel ging Riquet aan de slag voor de partij FDF, in 2015 herdoopt tot DéFI. Tot 2014 was ze directrice van de studiedienst van de partij, het Centre d'Etudes Jacques Georgin, en nadien was Riquet tot aan haar pensioen in 2024 parlementair medewerker voor de partij in de Kamer van volksvertegenwoordigers. Tevens was zij tot 2013 voorzitster van de vrouwenafdeling van de partij. Daarnaast zetelde ze van 2001 tot 2004 in het Brussels Hoofdstedelijk Parlement. 
Eind 2024 verliet ze in navolging van voormalig voorzitter Olivier Maingain de partij DéFI. In 2025 sloot Riquet zich aan bij het door hem opgerichte lib.res.